# Söllingen
Söllingen é um município da Alemanha localizado no distrito de Helmstedt, estado da Baixa Saxônia.
Pertence ao Samtgemeinde de Heeseberg.